# 漕河 (山东省)
漕浊河，又名漕河、虵水，是山东省境内的河流，在肥城市安驾庄镇注入大汶河。漕河源于岱岳区满庄镇，浊河源于肥城市仪阳镇，在汶阳镇境内汇流。况洞河、东牛河和鹁鸽河汇入。漕河平均比降1/1500，流域面积498平方（192平方英里），长50（31英里），满庄河、响水河和东向河汇入；浊河流域面积160平方（62平方英里），长34（21英里），河道宽30—150（98—492英尺），下游平均比降1/1000，洼里河、营盘河和安凤河注入；汇合后流12.5（7.8英里）。